# Rasphuis (Amsterdam)

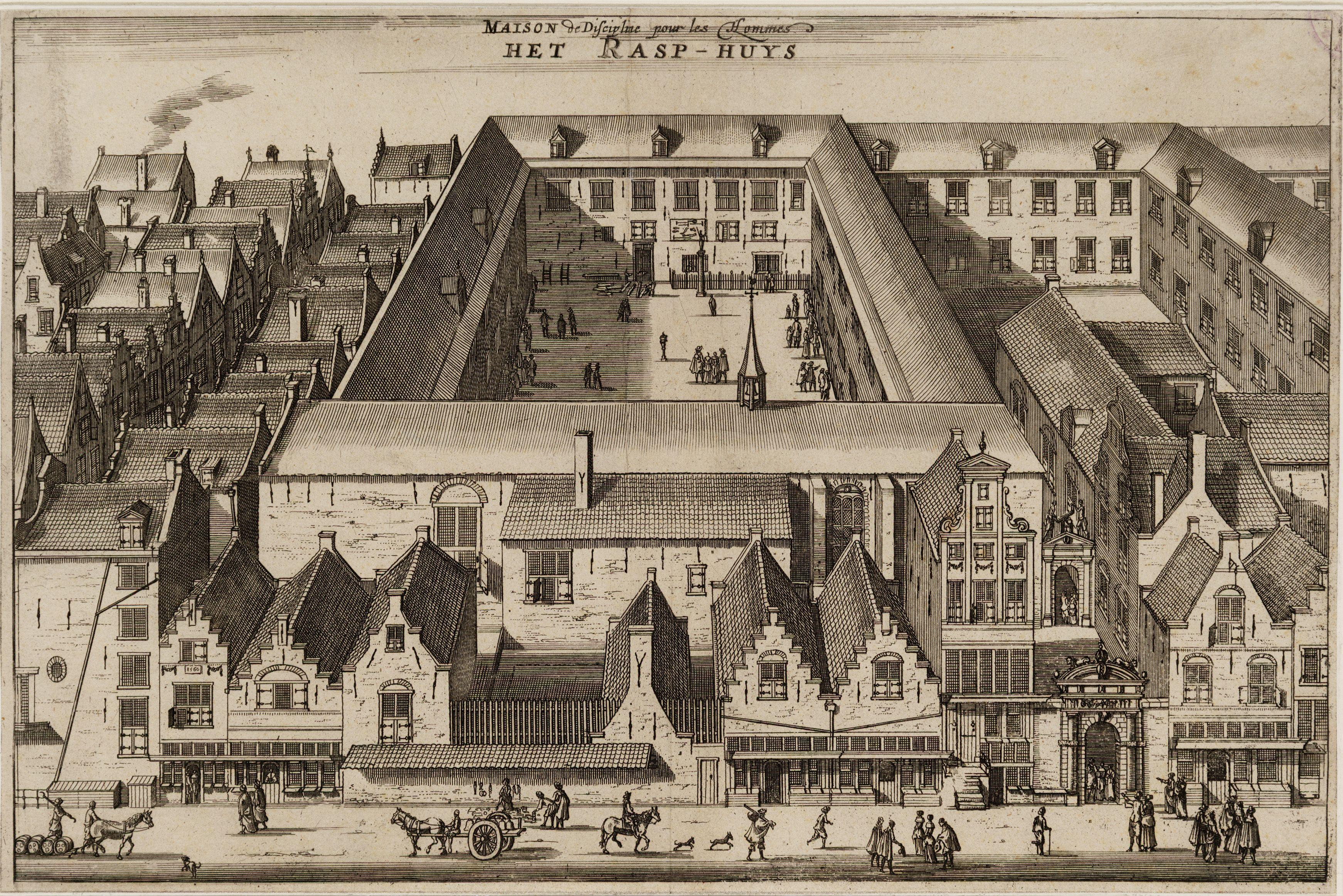
Anoniem. Het Rasphuis. 17e eeuw. Ets. Amsterdam, Stadsarchief Amsterdam.

Het Rasphuis was een rasphuis (een tuchthuis waar hout werd geraspt) in Amsterdam. Het werd in 1596 gevestigd in het voormalige Clarissenklooster aan de Heiligeweg. In 1815 werd het opgeheven, en in 1892 werd het gebouw afgebroken om plaats te maken voor een zwembad. Tegenwoordig staat op deze plaats het winkelcentrum Kalverpassage.
In het Rasphuis werden uitsluitend jonge mannelijke misdadigers opgesloten. Vrouwelijke misdadigers werden naar het Spinhuis gestuurd. De jongens moesten hout van de brazielboom (Caesalpinia echinata of pernambuco) uit Brazilië met behulp van een acht- tot twaalfbladige raspzaag tot poeder raspen; vandaar de naam. Dit poeder werd aan de verfindustrie geleverd, waar het door vermenging met water, oxidatie en inkoken, werd omgezet in een pigment - braziel geheten. Dit werd gebruikt als textielverf.
Tot de oprichting van het Rasphuis werd besloten nadat de 16-jarige assistent-kleermaker Evert Jansz, na marteling door de beul, had bekend dat hij bij twee gelegenheden bezittingen van zijn baas had gestolen. De gebruikelijke straf was openbare geseling, maar het stadsbestuur wilde proberen Jansz, die van goede komaf was, door heropvoeding te verbeteren. Onder invloed van de ideeën van C.P. Hooft (de vader van P.C. Hooft) en mogelijk ook Dirck Volkertsz. Coornhert, besloot het stadsbestuur op 19 juni 1589 tot oprichting van een tuchthuis. Jansz werd kort na de opening hiervan in 1596 tot een lichte lijfstraf en dwangarbeid veroordeeld; geraspt heeft hij niet.
De oprichting van het Rasphuis markeerde een omslag in het juridisch denken. Tot dan vond men dat misdadigers alleen gestraft moesten worden. In het Rasphuis werd geprobeerd hen orde en een regelmatig leven bij te brengen. Het Rasphuis was dus bedoeld als een verbeterinstituut. Op het toegangspoortje, dat er nog steeds staat, stond dan ook te lezen: Wilde beesten moet men temmen. Verhalen als zouden personen die niet wilden werken zijn opgesloten in een kelder die onder water kon worden gezet, zodat de gevangene, die in dit 'waterhuis' beschikking zou hebben gehad over een handpomp, moest kiezen tussen pompen of verzuipen, zijn onbevestigd.
Al na enkele jaren werd besloten de gevangenen van het Rasphuis als goedkope arbeidskrachten te exploiteren, waardoor het pedagogische effect verloren ging. Steeds meer volwassenen werden nu tot het Rasphuis veroordeeld. Ook bestond er een geheime afdeling, waar families tegen betaling losbandige of krankzinnige familieleden lieten opsluiten. Deze gevangenen stonden bekend als 'wittebroodskinderen', omdat ze beter eten kregen dan het standaardmenu van erwten en gort met een keer per week stokvis, zoutvlees, of spek. Tegen betaling kon men het rasphuis bezoeken, bijvoorbeeld om aan zijn kinderen te laten zien wat er met hen zou gebeuren wanneer ze niet braaf waren.
Dit rasphuis had lange tijd in het gewest Holland het monopolie op het verwerken van zogeheten verfhout. In 1599 had het Amsterdamse stadsbestuur een keur (stedelijke verordening) uitgevaardigd met de strekking dat binnen de stad alleen de gevangenen van het rasphuis verfhout mochten raspen. In het nabijgelegen Zaandijk werd vanaf 1601 echter verfhout in een verfmolen bewerkt. Het Rasphuis zag zijn monopolie bedreigd, maar kwam tot een vergelijk met de uitbater van de molen, die toezegde voortaan alleen de restanten te malen die niet bruikbaar waren voor de gevangenen. Spoedig daarop vroeg het Amsterdamse stadsbestuur de Staten van Holland om een octrooi voor het gehele gewest Holland, en verkreeg dit ook. Op het naleven van het monopolie werd in de Zaanstreek toegezien door controleurs. Toch werd er steeds vaker de hand mee gelicht, mede omdat de kwaliteit en de levertijd van het verfhoutpoeder uit het Rasphuis te wensen over liet. In de loop van de achttiende eeuw was het octrooi niet meer te handhaven omdat het rasphuis niet genoeg produceerde om aan de vraag te voldoen.
De binnenplaats van het Rasphuis werd in 1799 getekend door Van Toornenbergen.

## Galerij

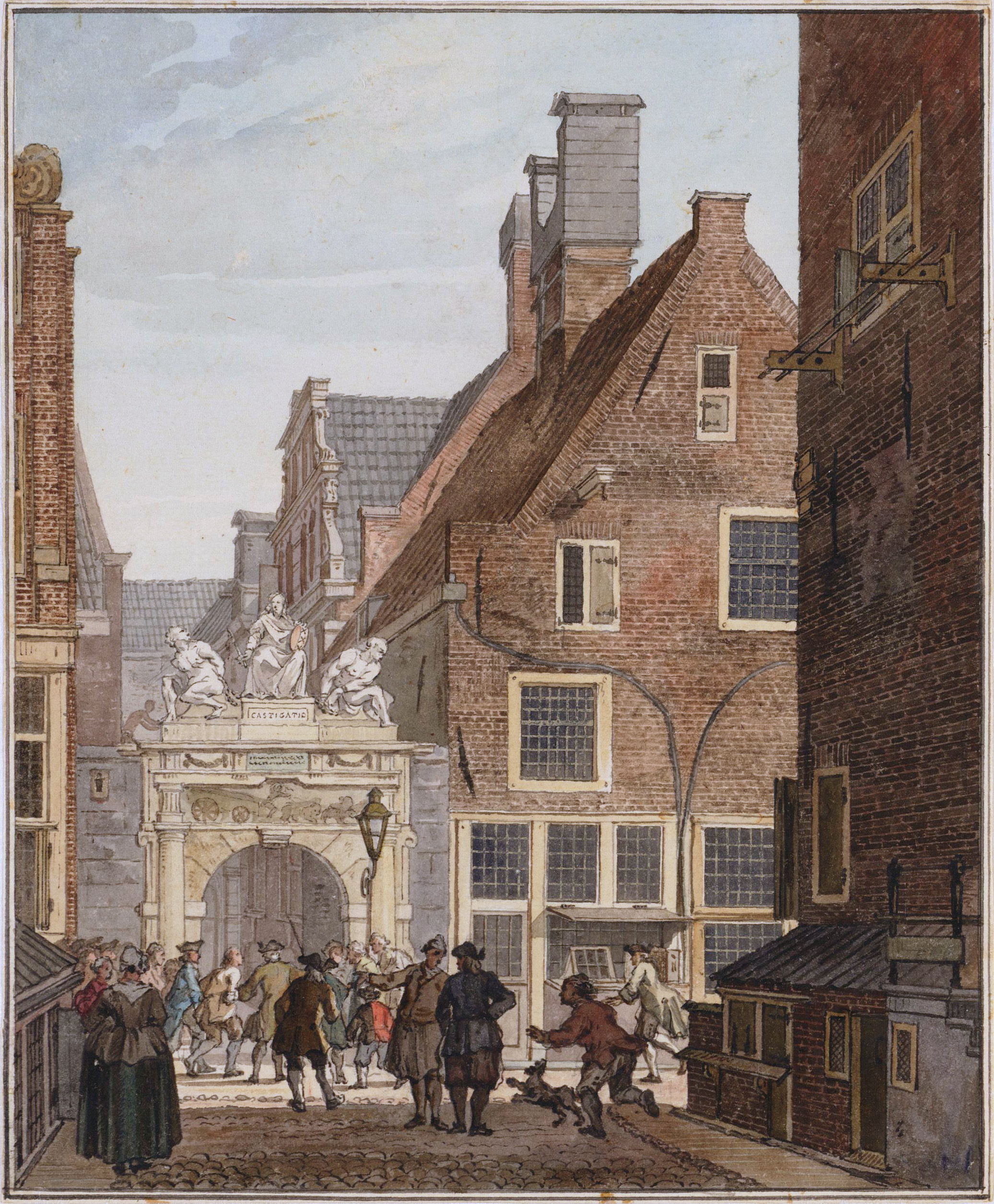
Reinier Vinkeles. "Poort van het Rasphuis". Te zien is dat iemand geboeid wordt aangevoerd.
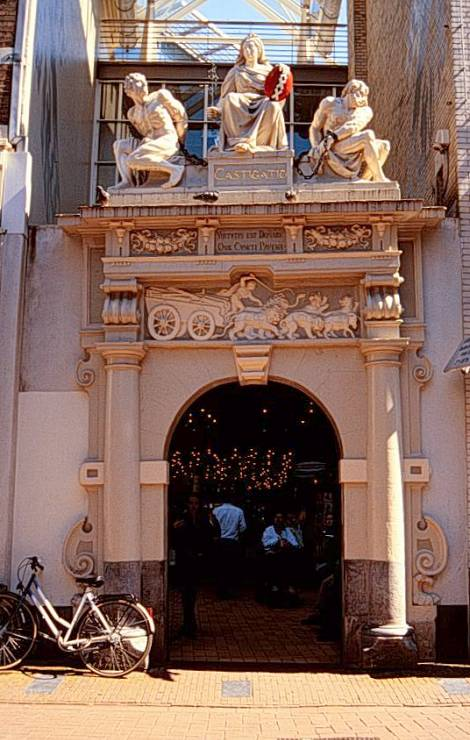
Rasphuispoort tegenwoordig
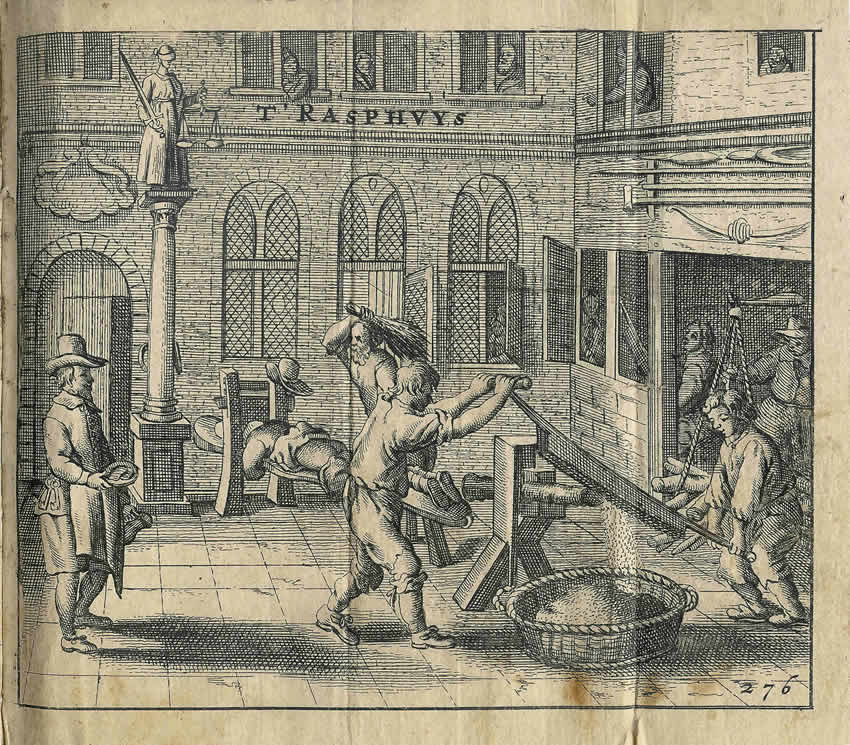
Het Rasphuis in 1662. Uit: Melchior Fokkens, "Beschrijvinge der wijdt-vermaarde Koop-stadt Amstelredam"